# Neudorf-Weimershof

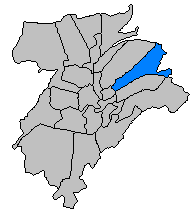
Neudorf-Weimershof, ad est di Lussemburgo.

Neudorf-Weimershof (lussemburghese Neiduerf-Weimeschhaff) è un quartiere ad est di Lussemburgo, capitale del Lussemburgo.
Nel 2001 il quartiere contava una popolazione di 2 924 abitanti.